# Рамзауер-Таунсендов ефекат
Рамзауер-Тоунсендов ефекат је физичка појава везана за расејање нискоенергијских електрона на атомима инертних гасова, а састоји се у томе што при неким енергијама, електрони кроз атоме пролазе као да су ови прозирни, док се при мало већим и мало мањим енергијама одбијају од њих.
Када се електрон креће кроз гас долази до неминовних судара са атомима. Судар је еластичан ако не долази до промене укупне кинетичке енергије електрона и атома. Међутим, судар је нееластичан ако се део енергије електрона троши на јонизацију или побуђивање (ексцитацију) атома. Дакле, нееластичан је судар у којем се део кинетичке енергије губи на промену унутрашњег стања атома. На пример еластичан је судар између две билијарске кугле (осим ако се једна од њих окрњи или распукне). Нееластичан је судар између два аутомобила.
Атоми инертних гасова имају релативно високе енергије јонизације и енергије побуђивања, па електрони ниске енергије не могу да изазову никакву унутрашњу промену у атому, те су сви њихови судари еластични. Стога би према класичној механици сваки електрон, без обзира колика му је енергија, био расејан (скренут са путање) при сваком сусрету са атомом.
Међутим, двадесетих година прошлог века Рамзауер Carl Ramsauer (1879-1955), и Тоунсенд John Sealy Townsend (1868-1957) су, независно нашли, да при неким енергијама електрони пролазе кроз атоме без расејавања.
Ефекат не може да се објасни класичном сликом (електрон као честица) већ је потребно да се узме у обзир и његова таласна природа (електрон као талас). Тада се налази да до изузетне пропустљивости атома долази при оним вредностима енергија при којима је таласна дужина електрона самерљива са димензијама атома.